# DNTTIP2
Protein tương tác đầu mút deoxynucleotidyltransferase (tiếng Anh: Deoxynucleotidyltransferase terminal-interacting protein 2) là enzyme ở người được mã hóa bởi gen DNTTIP2.

## Tương tác
DNTTIP2 có khả năng tương tác với thụ thể estrogen alpha (estrogen receptor alpha).